# Treceți batalioane române Carpații
Treceți batalioane române Carpații este un marș (cântec militar) românesc. 

## Istoric

### Versuri
Cântecul a fost scris (probabil) în timpul Primului Război Mondial ca un cântec de luptă. Unul dintre primele ansambluri atestate de a fi cântat cântecul, în versiunea sa originală (cu trei strofe), imediat după Primul Război Mondial, este corul Bărbătesc din Finteușul Mare, Maramureș, fondat la 1 decembrie 1918 de preotul Valer Dragoș și învățătorii Gavril Bogdan, Nistor Dragoș. Acest cor interpretează cântecul original și astăzi, neîntrerupt încă din 1918. Mențiuni care datează acest cântec în acea perioadă pot fi găsite în diferite lucrări istorice - una dintre ele atestând faptul că, în februarie 1919, voluntarii din ”Legiunea Română de Voluntari Transilvăneni – Bucovineni” deja cunoșteau o versiune a cântecului: “Ardealul, Ardealul, Ardealul ne cheamă / Visam de când eram copii / Să trecem Carpații / Ne trebuie Ardealul, / De-o fi să ne-ngroape de vii!”.
Celor 3 strofe originale li s-au adăugat apoi alte 6 (una la început, alte cinci la final), în timpul regimului comunist, de către Cenaclul Flacăra, după cum recunoaște chiar poetul Adrian Păunescu: 
„(Acesta este) un cântec pe care trebuie să-l aflați, un cântec care trebuie să rămână și în memoria generațiilor următoare așa cum a rămas în memoria corurilor de țărani din Transilvania, din Finteușul Mare, spre exemplu, unde l-am descoperit; [...] (din acest cântec excepțional) trei strofe sunt ale istoriei și restul le-am scris noi, în vremea noastră, cu gândurile noastre, cu starea noastră de spirit, cu dorința noastră de pace, dar și cu sentimentul ca decurgem dintr-o galerie puternică de înaintași demni.”
Versurile adăugate de Cenaclul Flacăra sunt majoritatea adăugiri post-facto, de natură istorică și patriotică, referitoare la  Marea Unire de la 1918 (strofa 1: "[...] Un cântec de luptă bătrân ca Unirea / Voi, compatrioți, ascultați”; strofa a 5-a: "Cu săbii făcură Unirea, ce inimi / Spre Alba cu toții mergeam / Toți oamenii țării semnau întregirea / Voința întregului neam"; strofa a 7-a: "[...] Istoria-ntreagă cu lupte și jertfe / "Trăiește-n Unirea de azi“). O modificare în spiritul anti-monarhist al vremii este referirea la "comandantul suprem" din penultima strofă (a 9-a), contrară titulaturii regelui Ferdinand I, în timpul căruia s-a înfăptuit unirea, de "cap al oștirii".

### Melodia
O variantă pentru compozitorul actualei melodii a cântecului este Iosif Romulus Botto, organizatorul a peste 30 de coruri și fanfare din Banat și Transilvania din perioada interbelică, conform imnografiei sale: "Treceți batalioane române, Carpații, cor bărbătesc, Arad, 1942".
Există mai multe cânturi străine cu melodii similare - unul dintre ele fiind cântecul polonez „Szara piechota” („Infanteria gri”), apărut în 1927 (prima versiune documentată), posibil compusă de Leon Łuskino, cu versuri de Boleslaw Lubicz-Zahorski.. Polonezii susțin că „Szara piechota” ar fi apărut în jurul anului 1918.
Autorul acestui cântec nu este exact stabilit.

## Versuri

### Versiunea originală
Treceți batalioane române, Carpații

La arme cu frunze și flori

V-așteaptă izbânda, v-așteaptă și frații

Cu inima la trecători

Ardealul, Ardealul, Ardealul ne cheamă

Nădejdea e numai la noi

Sărută-ți copile părinții și frații

Și-apoi să mergem la război

‘Nainte! ‘Nainte cu sabia-n mână,

Hotarul nedrept să-l zdrobim

Să trecem Carpații, ne trebuie Ardealul

De-o fi să ne-ngropăm de vii.

### Versiunea actuală
Un cântec istoric ne-aduce aminte

Că frații în veci vor fi frați!!

Un cântec de luptă bătrân ca Unirea

Voi compatrioți ascultați:

Treceți batalioane române Carpații

La arme cu frunze și flori,

V-așteaptă izbânda, v-așteaptă și frații

Cu inima la trecători.

Ardealul, Ardealul, Ardealul ne cheamă

Nădejdea e numai la noi!

Sărută-ți copile părintii și frații

Și-apoi să mergem la război

'Nainte, 'nainte spre Marea Unire,

Hotarul nedrept să-l zdrobim.

Să trecem Carpații, ne trebuie Ardealul

De-o fi să ne-ngropăm de vii.

Nu săbii făcură Unirea, ci inimi!

Spre Alba cu toții mergeam;

Toți oamenii țării semnau întregirea

Voința întregului neam

Cu toții eram regimente române

Moldova, Muntenia, Ardeal

Fireasca unire cu patria mumă

Ne-a fost cel mai drept ideal

Aceasta-i povestea Ardealului nostru

Și-a neamului nostru viteaz,

Istoria-ntreagă cu lupte și jertfe

Trăiește-n unirea de azi!

Dreptatea și pacea veghează Carpații

Și țara e frunze și flori,

A noastră izbânda, ai noștri sunt frații;  

Trăiască în veci trei culori!

Vrem liniște-n țară și pace în lume,

Dar dacă-ar veni vreun blestem,

Carpații și frații sări-vor ca unul

Urmând comandantul suprem!

Treceți batalioane române Carpații

La arme cu frunze și flori,

V-așteaptă izbânda, v-așteaptă și frații

Cu inima la trecători.